# Raymond Sévène
Pour les articles homonymes, voir Sévène.
Raymond Sévène, seigneur de Limouze et du Mazet, né le 5 avril 1748 à Marvejols et mort le 6 janvier 1807 à Paris, est un homme politique français, député de la Lozère en 1791-1792.

## Biographie
Consul-maire et avocat à Marvejols, il est élu député aux États du Languedoc. Raymond Sévène est plus tard élu, le 7 septembre 1791, député de la Lozère à l'Assemblée législative, à la pluralité des voix, le 4e sur 5 élus. Il participe peu aux débats, et ne paraît qu'une fois à la tribune, pour faire décréter l'accusation de Charrier. Il appartient au groupe de la majorité réformatrice ; son mandat s'achève le 20 septembre 1792.
Sévène est nommé receveur particulier sous le Directoire. À ce titre, en l'an VII (1799), il est l'un des commissaires de l'emprunt forcé contre l'Angleterre.

## Sources
- Romuald Szramkiewicz, Les Régents et censeurs de la Banque de France nommés sous le Consulat et l'Empire, 1974.
- « Raymond Sévène », dans Adolphe Robert et Gaston Cougny, Dictionnaire des parlementaires français, Edgar Bourloton, 1889-1891 [détail de l’édition] [texte sur Sycomore].